# Nati nel 1918/Maggio
| Questa pagina contiene informazioni ricavate automaticamente dalle voci biografiche con l'ausilio del template Bio e di un bot. L'aggiornamento è periodico e automatico e ricostruisce completamente la pagina. Se manca una persona in questa lista, sei pregato di non aggiungerla, ma accertati piuttosto che la sua voce biografica contenga il template Bio e che i dati anagrafici siano correttamente compilati. Se il template Bio manca, inseriscilo tu stesso o, in alternativa, metti l'avviso {{tmp\|Bio}} che ne segnala la mancanza. Se i dati riportati sono sbagliati, correggi direttamente la voce biografica; le modifiche saranno visibili in questa lista entro pochi giorni. Per chiarimenti vedi il progetto biografie. La lista contiene solo le 123 persone che sono citate nell'enciclopedia e per le quali è stato implementato correttamente il template Bio. Pagina aggiornata al 10 ago 2025. |

- 1º maggio - Gerš Ickovič Budker, fisico sovietico († 1977)
- 1º maggio - Alberto Héber Usher, politico uruguaiano († 1981)
- 1º maggio - Salvador Lazo Lazo, vescovo cattolico filippino († 2000)
- 1º maggio - Jack Paar, conduttore televisivo, comico e attore statunitense († 2004)
- 1º maggio - Berndt-Otto Rehbinder, schermidore svedese († 1974)
- 2 maggio - Felice Cascione, partigiano e medico italiano († 1944)
- 3 maggio - Ted Bates, dirigente sportivo, allenatore di calcio e calciatore inglese († 2003)
- 3 maggio - Marian Bergeron, modella statunitense († 2002)
- 3 maggio - Mona Inglesby, ballerina, coreografa e direttrice artistica britannica († 2006)
- 3 maggio - Sebastiano Vaschetto, calciatore italiano († 2005)
- 4 maggio - Pelageja Danilova, ginnasta sovietica († 2001)
- 4 maggio - Kakuei Tanaka, politico giapponese († 1993)
- 5 maggio - Carlo Di Tullio, calciatore e allenatore di calcio italiano
- 5 maggio - Fico López, cestista cubano († 2001)
- 5 maggio - Karel Thijs, ciclista su strada belga († 1990)
- 6 maggio - Bruno Barbieri, calciatore e allenatore di calcio italiano († 1973)
- 6 maggio - Rodolfo Sorcinelli, pallonista italiano († 1984)
- 6 maggio - Gaetano Tumiati, giornalista, scrittore e critico letterario italiano († 2012)
- 6 maggio - Zayed bin Sultan Al Nahyan, sovrano emiratino († 2004)
- 6 maggio - Horst Zobel, militare tedesco († 1999)
- 7 maggio - Rodolfo Díaz, cestista messicano († 1993)
- 7 maggio - Antonio Guarasci, politico italiano († 1974)
- 7 maggio - Vojo Kushi, partigiano e militare albanese († 1942)
- 7 maggio - Mamduh Salem, politico egiziano († 1988)
- 7 maggio - Fritz Wolf, grafico tedesco († 2001)
- 8 maggio - Mario Alicata, partigiano, critico letterario e politico italiano († 1966)
- 8 maggio - Gaetano La Porta, calciatore italiano
- 8 maggio - Riccardo Mantoni, regista, doppiatore e autore televisivo italiano († 1991)
- 8 maggio - Ptolemy Reid, politico guyanese († 2003)
- 9 maggio - Orville Freeman, politico e militare statunitense († 2003)
- 9 maggio - Axel Grönberg, lottatore svedese († 1988)
- 9 maggio - Mike Wallace, giornalista statunitense († 2012)
- 10 maggio - Peter Poreku Dery, cardinale e arcivescovo cattolico ghanese († 2008)
- 10 maggio - John McMullen, architetto e ingegnere statunitense († 2005)
- 10 maggio - Alfred Weidenmann, regista, scenografo e produttore cinematografico svizzero († 2000)
- 11 maggio - Robert Bradford Fox, antropologo e archeologo statunitense († 1985)
- 11 maggio - Richard Feynman, fisico e divulgatore scientifico statunitense († 1988)
- 11 maggio - Phil Rasmussen, aviatore statunitense († 2005)
- 12 maggio - Renato Baldi, architetto, urbanista e restauratore italiano († 2022)
- 12 maggio - Alfred Bickel, calciatore svizzero († 1999)
- 12 maggio - Ennio D'Aniello, politico italiano († 1992)
- 12 maggio - Julius Rosenberg, attivista statunitense († 1953)
- 12 maggio - Vincent Trần Ngọc Thụ, presbitero vietnamita († 2002)
- 13 maggio - Mogens Lüchow, schermidore danese († 1989)
- 13 maggio - Edwin S. Shneidman, psicologo statunitense († 2009)
- 14 maggio - June Duprez, attrice britannica († 1984)
- 14 maggio - James D. Hardy, chirurgo statunitense († 2003)
- 14 maggio - Eric M. Hassberg, compositore di scacchi statunitense († 1987)
- 14 maggio - Marie Smith Jones, linguista statunitense († 2008)
- 15 maggio - Eddy Arnold, cantante statunitense († 2008)
- 15 maggio - Enzo Bottasso, bibliotecario e bibliografo italiano († 1998)
- 15 maggio - Art Jackson, tiratore a segno statunitense († 2015)
- 15 maggio - Klavdija Majučaja, giavellottista sovietica († 1989)
- 15 maggio - Virgil Vaughn, cestista e allenatore di pallacanestro statunitense († 2007)
- 15 maggio - Joseph Wiseman, attore canadese († 2009)
- 16 maggio - Barry Atwater, attore statunitense († 1978)
- 16 maggio - Pierina Bonilauri, partigiana italiana († 2011)
- 16 maggio - Johannes Cremerius, psichiatra e psicoanalista tedesco († 2002)
- 16 maggio - August Ibach, calciatore svizzero († 1988)
- 16 maggio - Valentin Kitaev, pallavolista sovietico († 1991)
- 16 maggio - Wilf Mannion, calciatore inglese († 2000)
- 16 maggio - Silvano Panunzio, filosofo, poeta e scrittore italiano († 2010)
- 16 maggio - Giuseppe Saccone, calciatore e pittore italiano († 2001)
- 16 maggio - Luigi Sbaiz, militare italiano († 1945)
- 17 maggio - Bolesław Gładych, militare e aviatore polacco († 2011)
- 17 maggio - Nino Marinone, filologo classico italiano († 1999)
- 17 maggio - Birgit Nilsson, soprano svedese († 2005)
- 17 maggio - Jacqueline Pirenne, archeologa francese († 1990)
- 18 maggio - Robert Hayward Barlow, scrittore, poeta e storico statunitense († 1951)
- 18 maggio - Vittorio Coccia, calciatore e allenatore di calcio italiano († 1982)
- 18 maggio - Massimo Girotti, attore italiano († 2003)
- 18 maggio - Irma Kolassi, mezzosoprano greca († 2012)
- 18 maggio - Manuel Pertegaz, stilista spagnolo († 2014)
- 18 maggio - Franjo Wölfl, allenatore di calcio e calciatore jugoslavo († 1987)
- 19 maggio - Clara Auteri, attrice italiana († 2018)
- 19 maggio - Alberto Bonucci, attore e cabarettista italiano († 1969)
- 19 maggio - Rafael González Moralejo, vescovo cattolico spagnolo († 2004)
- 19 maggio - Kalevi Laitinen, ginnasta finlandese († 1997)
- 19 maggio - Ubaldo Marchioni, presbitero italiano († 1944)
- 19 maggio - Giancarlo Matteotti, politico italiano († 2006)
- 20 maggio - Carlo Egidi, scenografo e costumista italiano († 1988)
- 20 maggio - Patricia Ellis, attrice statunitense († 1970)
- 20 maggio - Edward Bok Lewis, genetista statunitense († 2004)
- 20 maggio - Eduardo Enrique Rodríguez, calciatore argentino († 2000)
- 20 maggio - Pavao Žanić, vescovo cattolico croato († 2000)
- 21 maggio - Jeanne Bates, attrice statunitense († 2007)
- 21 maggio - Traian Crișan, arcivescovo cattolico rumeno († 1990)
- 22 maggio - Hoyt Bohannon, trombonista statunitense († 1990)
- 23 maggio - Denis Compton, crickettista e calciatore inglese († 1977)
- 23 maggio - Noah Mullins, giocatore di football americano statunitense († 1998)
- 23 maggio - Angiolo Profeti, pesista e discobolo italiano († 1981)
- 23 maggio - Nunzio Sciavarrello, pittore, incisore e scenografo italiano († 2013)
- 24 maggio - Cecil Gould, storico dell'arte britannico († 1994)
- 24 maggio - Giacinto Grassi, letterato e poeta italiano († 1993)
- 24 maggio - Francesco Principe, politico italiano († 2008)
- 24 maggio - Katharina Szelinski-Singer, scultrice tedesca († 2010)
- 24 maggio - Coleman Young, politico statunitense († 1997)
- 25 maggio - Henry Calvin, attore statunitense († 1975)
- 25 maggio - Horacio Casarín, allenatore di calcio e calciatore messicano († 2005)
- 25 maggio - Sergio Nesi, militare e scrittore italiano († 2013)
- 25 maggio - Konstantin Naumovič Voinov, regista cinematografico sovietico († 1995)
- 26 maggio - Dario Cecchi, costumista, scenografo e pittore italiano († 1992)
- 26 maggio - Prosper Depredomme, ciclista su strada belga († 1997)
- 26 maggio - Ruggero Y. Quintavalle, giornalista, saggista e scrittore italiano († 2003)
- 27 maggio - Frank Balistrieri, mafioso statunitense († 1993)
- 27 maggio - Yasuhiro Nakasone, politico giapponese († 2019)
- 28 maggio - Averardo Ciriello, illustratore italiano († 2016)
- 28 maggio - Elizabeth Harrower, attrice e sceneggiatrice statunitense († 2003)
- 28 maggio - Edith Massey, attrice e cantante statunitense († 1984)
- 28 maggio - Wayne and Shuster, attore e comico canadese († 1990)
- 29 maggio - Aksel Bonde, canottiere danese († 1966)
- 29 maggio - Ubaldo Passalacqua, calciatore e allenatore di calcio italiano († 1988)
- 29 maggio - Giulio Salvadori, pittore italiano († 1999)
- 29 maggio - Juan Carlos Verdeal, calciatore e allenatore di calcio argentino († 1999)
- 30 maggio - Guadalupe Amor, scrittrice messicana († 2000)
- 30 maggio - Károly Doncsecz, ceramista sloveno († 2002)
- 30 maggio - Martin Lundström, fondista svedese († 2016)
- 30 maggio - Costanzo Micci, vescovo cattolico italiano († 1985)
- 30 maggio - Gianni Vernuccio, regista, montatore e produttore cinematografico italiano († 2007)
- 31 maggio - Alf Marholm, attore e doppiatore tedesco († 2006)
- 31 maggio - Robert Osterloh, attore statunitense († 2001)
- 31 maggio - Henk Schijvenaar, calciatore olandese († 1996)
- 31 maggio - Vilho Ylönen, tiratore a segno finlandese († 2000)